# آيت موسى أو سالم آيت قدور (آيت يدين)
آيت موسى أو سالم آيت قدور هي إحدى مشيخات المملكة المغربية، تتبع جغرافيا لإقليم الخميسات وإداريًا لآيت يدين. يقدر عدد سكانها بـ 2923 نسمة حسب الإحصاء الرسمي للسكان والسكنى لسنة 2004.